# Indiansporre
Indiansporre (Nuttallanthus canadensis) är en grobladsväxtart som först beskrevs av Carl von Linné, och fick sitt nu gällande namn av David A. Sutton. Enligt Catalogue of Life ingår Indiansporre i släktet indiansporrar och familjen grobladsväxter, men enligt Dyntaxa är tillhörigheten istället släktet indiansporrar och familjen grobladsväxter. Arten förekommer tillfälligt i Sverige, men reproducerar sig inte. Inga underarter finns listade i Catalogue of Life.

## Bildgalleri

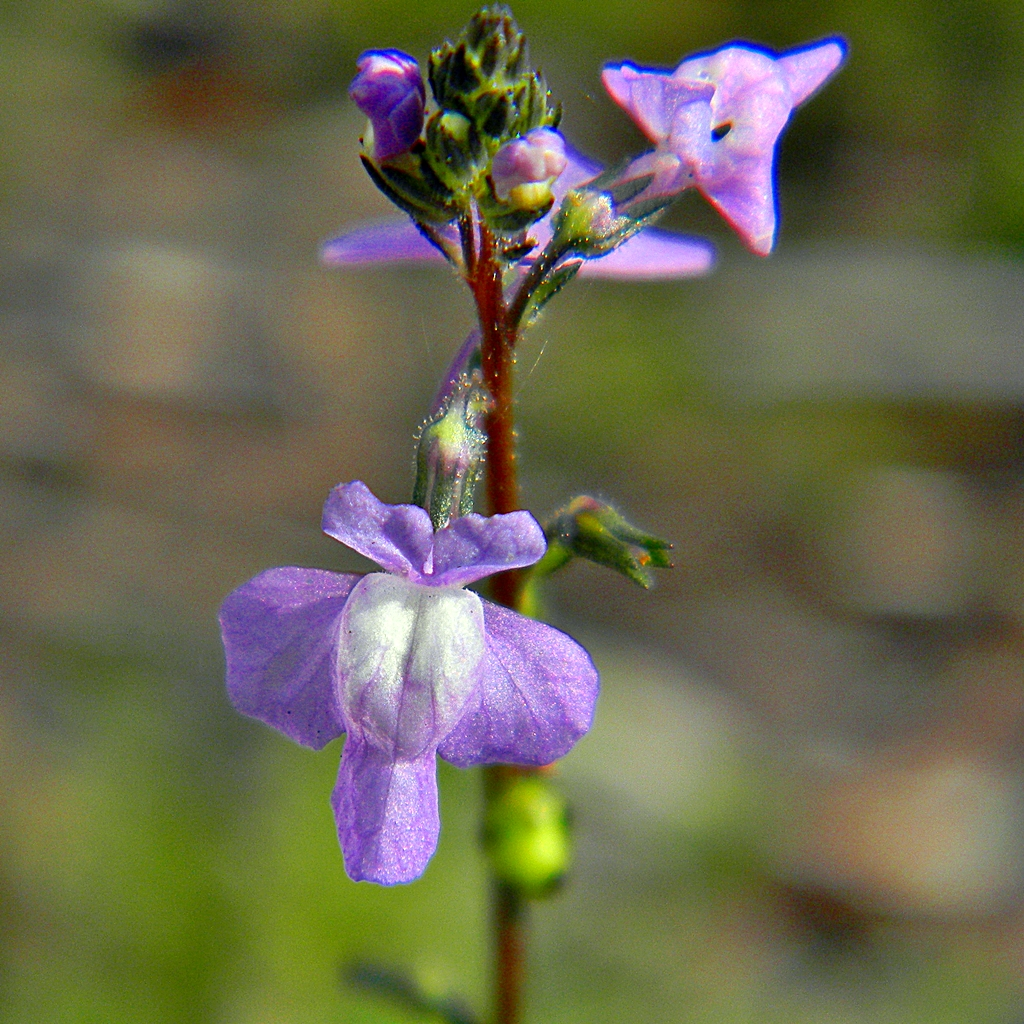
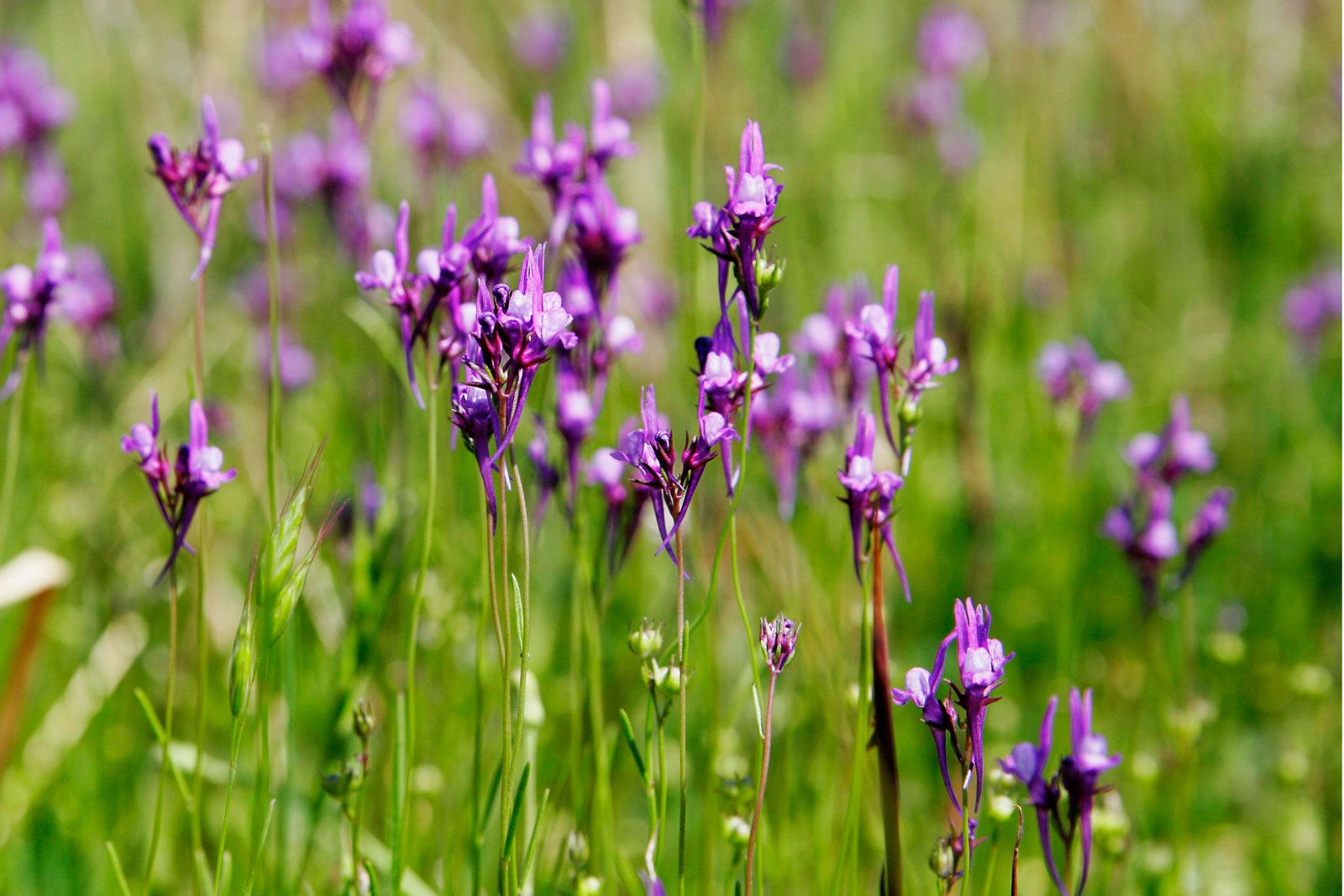
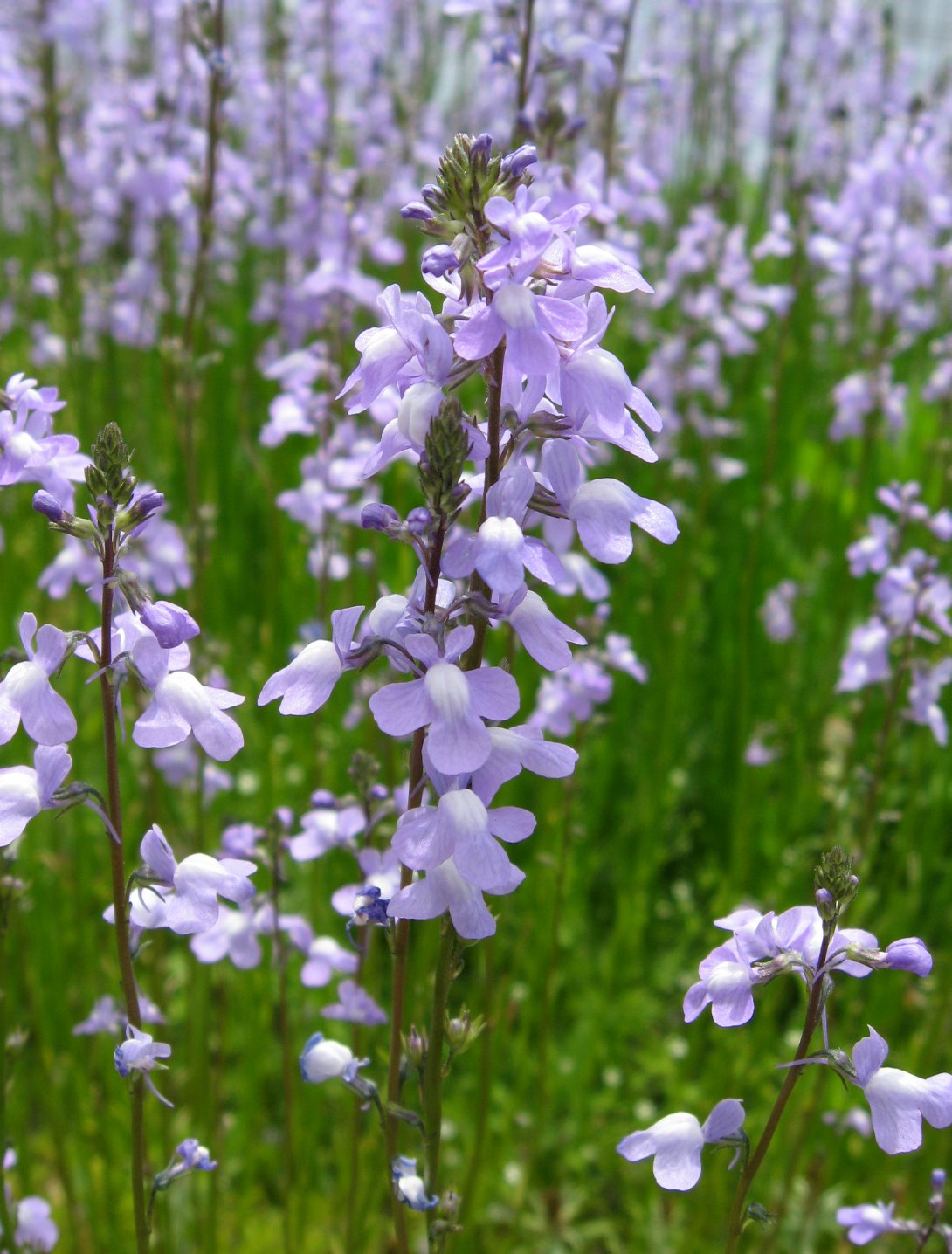
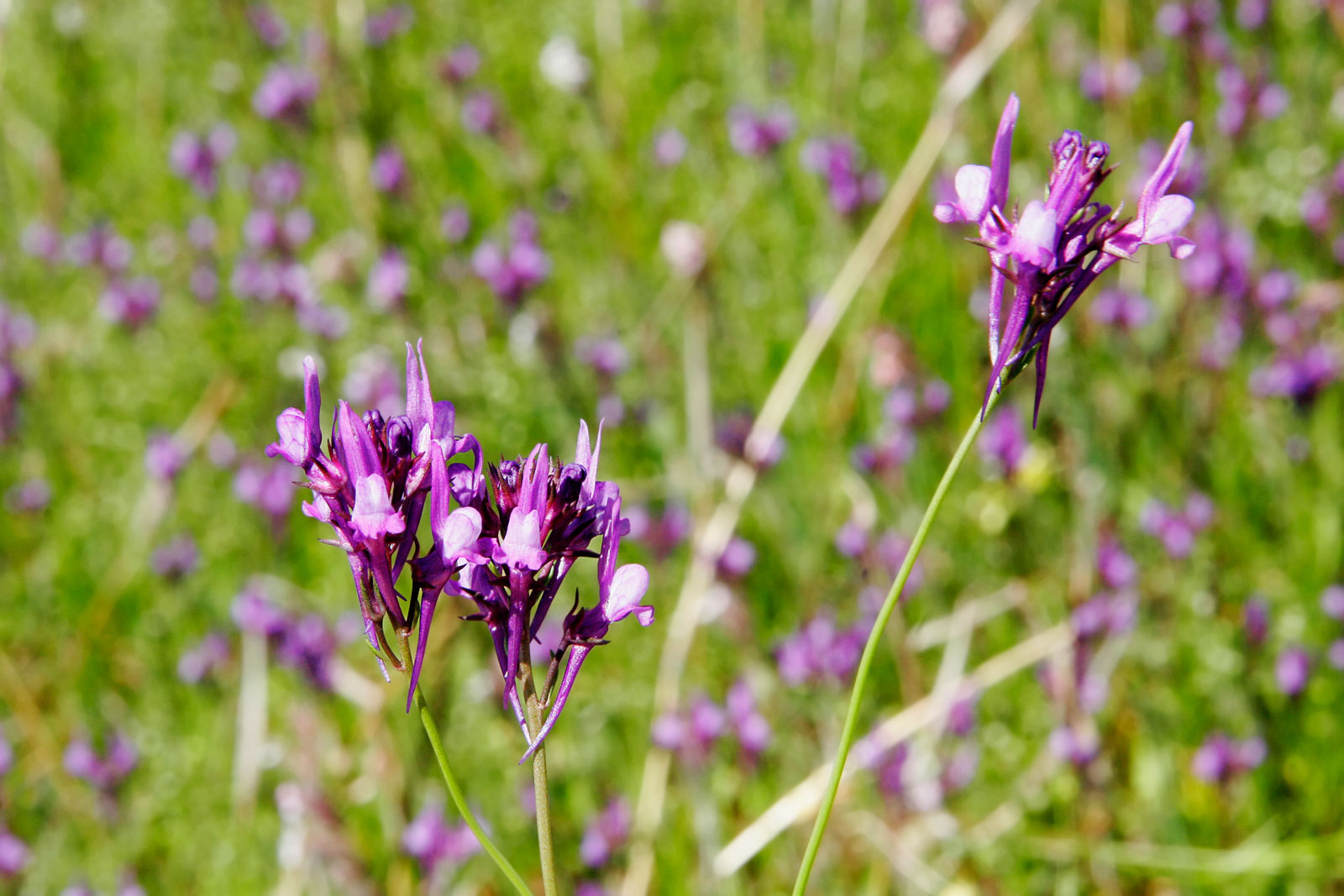
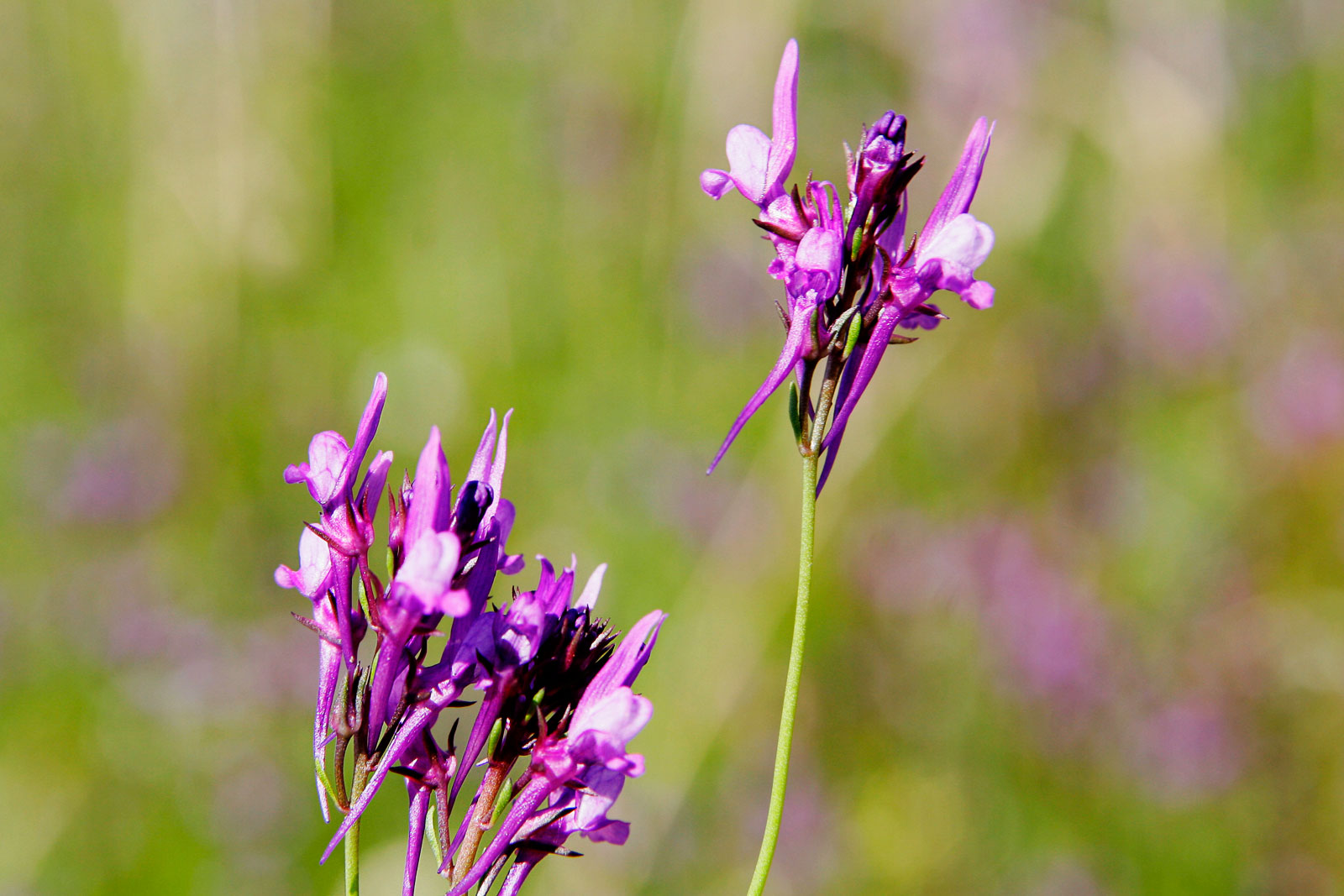
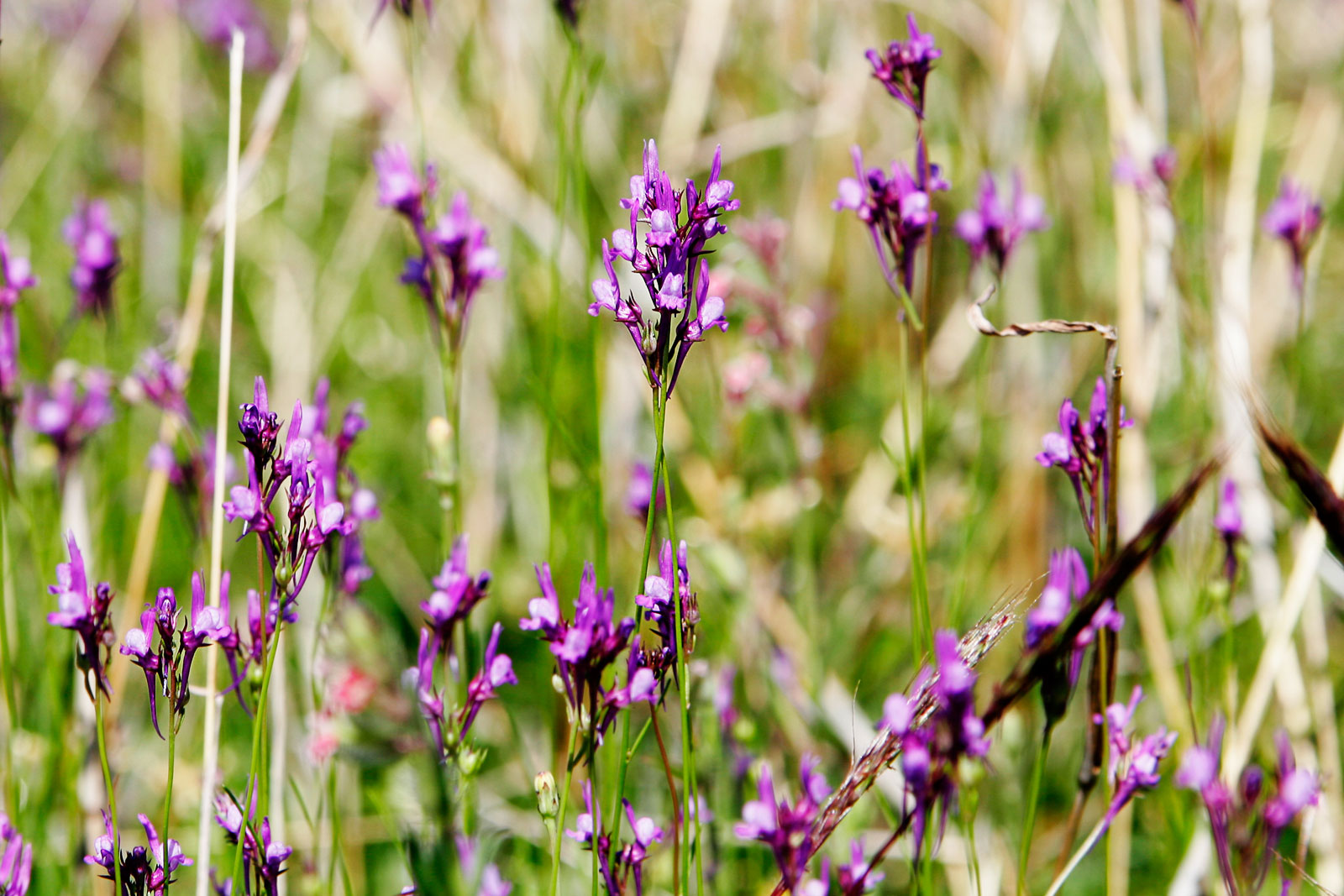